# Maya-Kalender

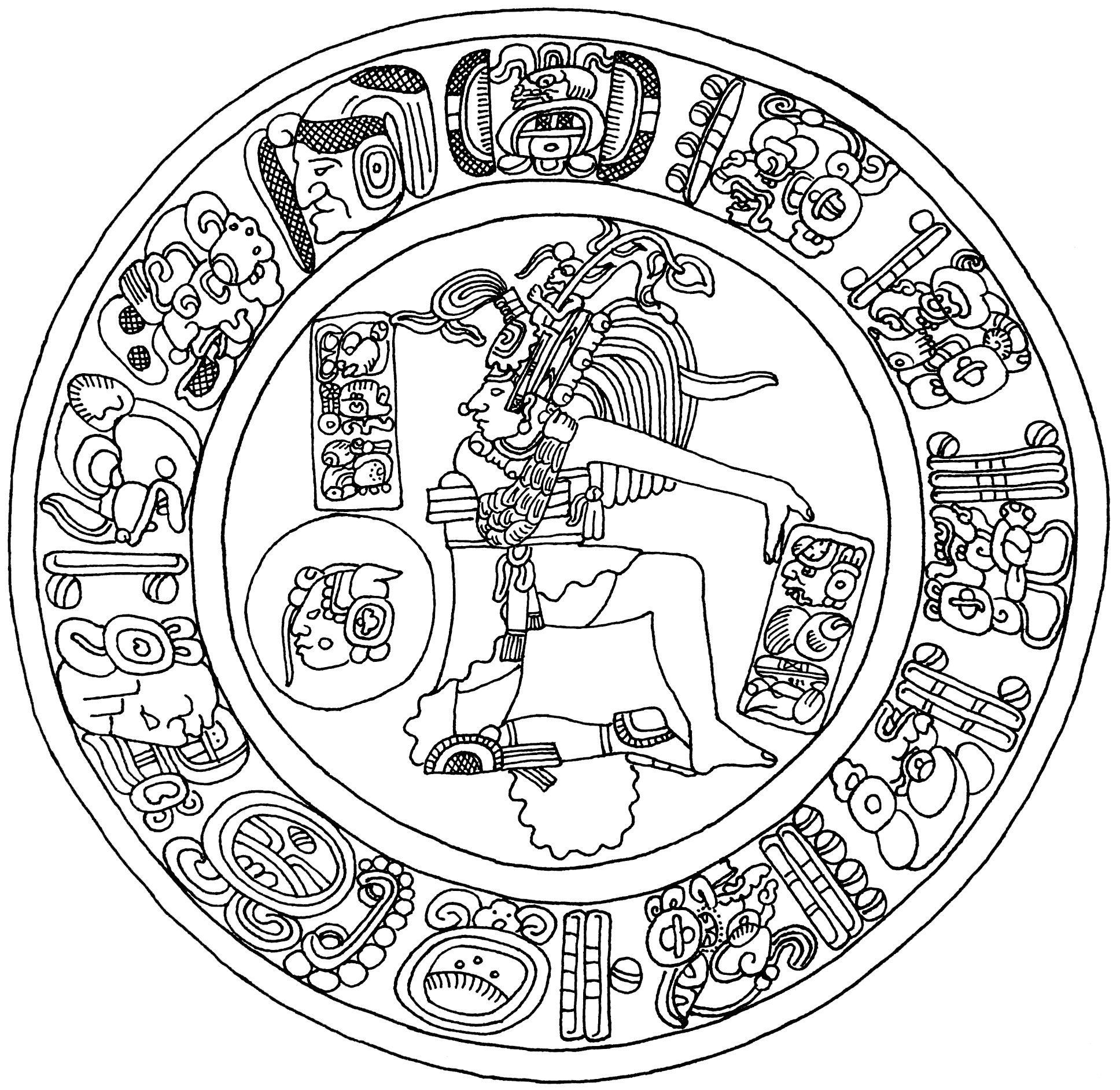
Diskus von Chinkultic mit Longcount-Datum 9.7.17.12.14. 11 Hix 7 Sots´, welches dem 21. Mai 591 entspricht. (Lacambalam)

Der Maya-Kalender ist als astronomischer Kalender das historische Kalendersystem der Maya. Es ist der am weitesten entwickelte Kalender der mesoamerikanischen Ureinwohner.

## Überblick
Die Maya nutzten für unterschiedliche Zwecke verschiedene, einander ergänzende Kalender, die auf einer Tageszählung im Zwanzigersystem beruhen:
- den rituellen Tzolkin-Kalender
- den zivilen Haab-Kalender
- die Lange Zählung, mit der längere Zeiträume erfasst werden konnten, die für Himmelsbeobachtungen und historische Aufzeichnungen eine große Rolle spielten.

Die Kombinationen von Tzolkin- und Haab-Daten wiederholen sich nach einer 52 Jahre dauernden Kalenderrunde.
Der Haab ähnelt zwar mit seinen 365 Tagen einem Sonnenkalender, ohne belegte Schalttage-Regelung kann man ihn allerdings nicht als solchen bezeichnen; die 5 Extra-Tage des 19. Monats sind keine Schalttage, sondern haben den Charakter von Epagomenen. Ohne Bindung an die Mondphasen ist der Haab auch kein Lunarkalender.
Auch der Tzolkin-Kalender ist – im Unterschied zu den meisten anderen historischen und modernen Kalendersystemen – nicht an den Sonnen- oder Mondrhythmus gebunden.
Es gab zahlreiche Spekulationen, welchen astronomischen oder sonstigen Vorgaben dieses komplexe System folgt. 

## Die drei Bestandteile

### Lange Zählung
Die Lange Zählung der Tage benötigten die Maya für astronomische Berechnungen und die Geschichtsaufzeichnung. Dabei laufen die einzelnen Stellen (wie 9.12.11.5.18) jeweils von [0..19], [0..19], [0..19], [0..17], [0..19]; das erste Baktun des Kalenders wurde statt 0 Baktun einmalig abweichend 13 Baktun genannt. Die lange Zählung stellt daher eine Datumsangabe dar, mit der jeder Tag seit dem Kalenderanfang am 11. August 3114 v. Chr. (13.0.0.0.0 4 Ahau 8 Cumku) eindeutig angegeben werden kann. Das älteste bisher gefundene Maya-Monument mit dem Datum 7 Baktun 16 Katun 3 Tun 2 Uinal 13 Kin lässt sich demnach auf den 5. Dezember 36 v. Chr. datieren.
Es fällt auf, dass der Beginn des Kalenders (13.0.0.0.0 4 Ahau 8 Cumku) und der Beginn des nächsten Baktun (13.0.0.0.0 4 Ahau 3 K'ank'in = 21. oder 23. Dezember 2012) den Datumsbestandteil 4 Ahau des Tzolkin-Kalenders enthalten. Dieses Tzolkin-Datum 4 Ahau bezieht sich nach der Mythologie der Maya auf die vier ersten Menschen bzw. Herren (Ahau) der gegenwärtigen Schöpfung, den Menschen aus Mais. Die Wiederholung dieses Datumsbestandteils nach 13 Baktun ist kein Zufall, denn nach 13 Baktun (= 1.872.000 Tagen) ist das kleinste gemeinsame Vielfache des 260-tägigen Tzolkin-Kalenders und eines 144.000 Tage dauernden Baktun erreicht. Mathematisch lässt sich zeigen, dass diese Eigenschaft auch für alle anderen Zeiteinheiten der Langen Zählung ab dem Uinal gilt; das bedeutsame Tzolkin-Datum 4 Ahau tritt also auch nach 13 Uinal, 13 Tun, 13 Katun; 13 Pictun, 13 Calabtun etc. wieder auf.
Darin soll dem Autor Marcel Polte zufolge zugleich die Antwort auf die bislang ungeklärte Frage liegen, warum die Maya bei der Langen Zählung als „Jahr“ bzw. Tun einen Zeitraum von 360 Tagen zugrunde legten, obwohl sie eine sehr genaue Kenntnis von der tatsächlichen Dauer des Sonnenjahres hatten und auch der Haab-Kalender 365 Tage umfasste. Durch die Verkürzung des „Jahres“ auf ein Tun mit 360 Tagen konnte sich das 4-Ahau-Datum nach 13 Tun-Zyklen wieder einstellen; für ein Tun mit 365 Tagen hätte dies nicht funktioniert.

#### Zeiträume
Kin (Tag, wörtl. Sonne), Uinal, Tun, Katun, Baktun, Pictun, Calabtun, Kinchiltun und Alautun sind Bezeichnungen für Zeiträume in der Langen Zählung des Maya-Kalenders. Die Bezeichnungen höher als Baktun sind moderne Erfindungen von Forschern, die ursprünglichen Bezeichnungen sind nicht bekannt. Diese hohen Zahlenwerte kommen nur in einigen wenigen Inschriften und im Dresdner Mayacodex vor.
| Stellenwertposition | Berechnung    | Zahlenwert     | Name                | Logogramm(e) |
| ------------------- | ------------- | -------------- | ------------------- | ------------ |
| 1                   | 1             | 1              | k'in (wörtl. Sonne) |              |
| 2                   | 20 k'in       | 20             | uinal               |              |
| 3                   | 18 uinal      | 360            | tun                 |              |
| 4                   | 20 tun        | 7.200          | k'atun              |              |
| 5                   | 20 k'atun     | 144.000        | baktun              |              |
| 6                   | 20 baktun     | 2.880.000      | pictun              |              |
| 7                   | 20 pictun     | 57.600.000     | calabtun            |              |
| 8                   | 20 calabtun   | 1.152.000.000  | kinchiltun          |              |
| 9                   | 20 kinchiltun | 23.040.000.000 | alautun             |              |

### Haab

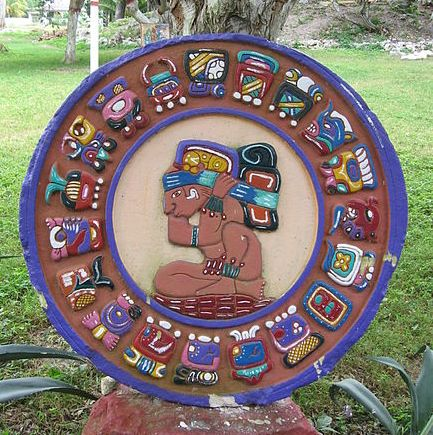
Haab-Kalender

Das Haab diente den Maya zu zivilen Zwecken wie zur Berechnung der Saat- und Erntezeiten und ähnelt unserem Kalender, da es mit 365 Tagen rund ein Sonnenjahr umfasst. Im Haab-Kalender wird das Jahr in 18 „Monate“ mit je 20 Tagen und den 19. „Monat“ mit 5 „Unglückstagen“ unterteilt.
Nach Diego de Landa haben die Maya zusätzlich in jedem vierten Jahr einen Schalttag eingeschoben. Jedoch macht de Landa keine Angaben darüber, wie dabei der parallele Lauf von Haab und Tzolkin erhalten blieb. Ob tatsächlich Schalttage verwendet wurden, ist mangels anderer Quellen deshalb nicht bekannt. Aus diesem Grund kann auch keine Aussage über den Jahresbeginn des Haab in vorspanischer Zeit gemacht werden.

Standard-Inskriptionsformen(?) bis auf Monat 4 u. 15
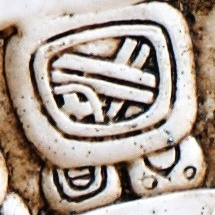
Monat  01: Pop
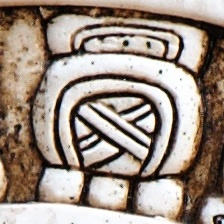
Monat  02: Uo
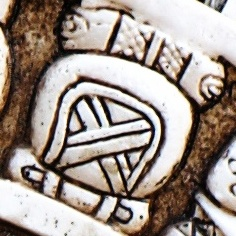
Monat  03: Zip
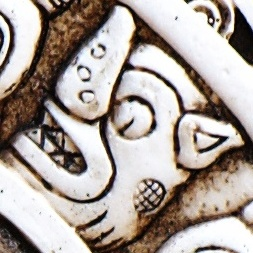
Monat  04: Zotz (Sotz')
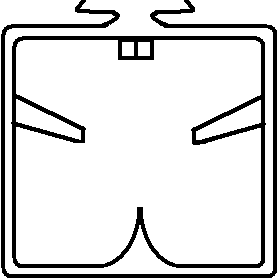
Monat  05: Zec (Sek)
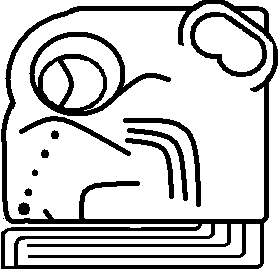
Monat  06: Xul
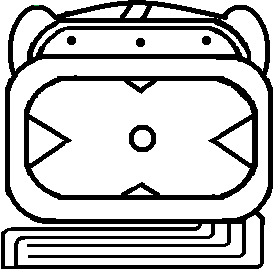
Monat  07: Yaxkin (yaxk'in)
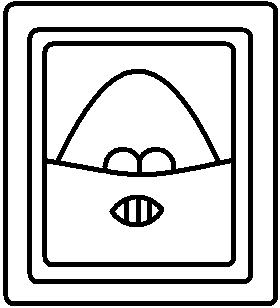
Monat  08: Mol
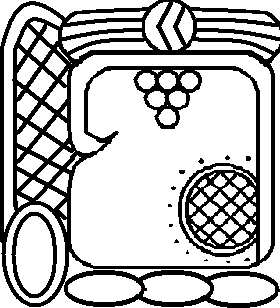
Monat  09: Chen (Ch'en)
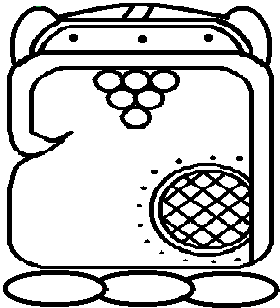
Monat  10: Yax
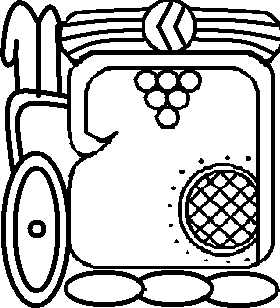
Monat  11: Zac (Sak)
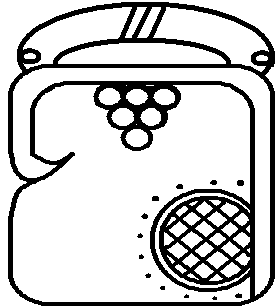
Monat  12: Ceh
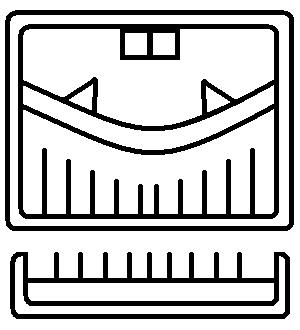
Monat 13: Mac (Mak)
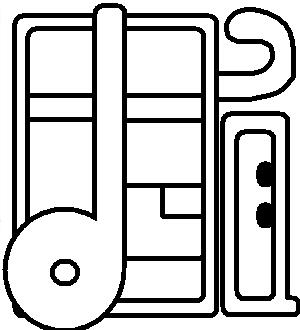
Monat  14: Kankin
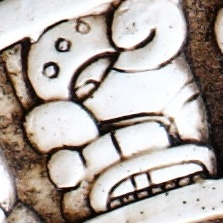
Monat 15: Muan
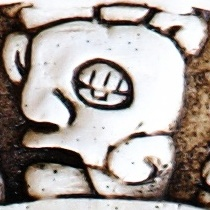
Monat  16: Pax
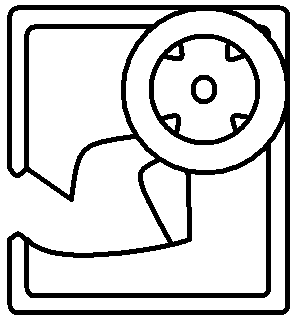
Monat  17: Kayab
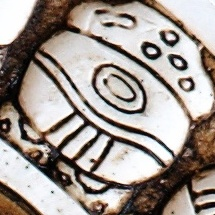
Monat  18: Cumku
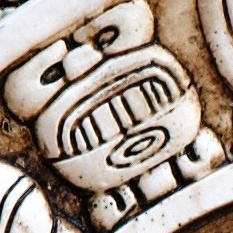
Monat 19: Uayeb / Wayeb („Unglückstage“; Zusatzmonat mit nur 5 Epagomenen)

### Tzolkin
Für rituelle Zwecke benutzten die Maya den Tzolkin („Zählung der Tage“), bei dem jeder Tag (Kin) durch eine Kombination einer Zahl (Ton) von 1 bis 13 mit dem Namen einer von 20 Schutzgottheiten (oder Tagesnamen) bezeichnet wird. Ein Tzolkin-Datum bezeichnet daher einen bestimmten Tag in einer Periode von 260 Tagen und wird beispielsweise als 6 Edznab angegeben.

## Kalenderrunde
Da der Haab-Kalender 365 Tage und der Tzolkin-Kalender 260 Tage umfasst, wiederholen sich alle 18.980 Tage (kleinstes gemeinsames Vielfaches) oder 52 Haab-Jahre bzw. 73 Tzolkin-Jahre die Kombinationen von Haab- und Tzolkin-Daten. Dieser Zeitraum wird als Kalenderrunde bezeichnet, innerhalb deren eine Kombination aus Haab- und Tzolkin-Datum eindeutig ist.

## Vollständige Datumsangabe und Umrechnung
Der Todestag des Herrschers Pakal I. von Palenque lautet im Maya-Kalender 9.12.11.5.18 6 Edznab 11 Yax:
- 9.12.11.5.18 gibt den Tag als Lange Zählung an
- 6 Edznab den Tag im Tzolkin-Kalender
- 11 Yax den Tag im Haab-Kalender.

| Datumsteil            | Datumsteil            | Berechnung mit Stellenwert | Zwischensumme [Tage] |
| --------------------- | --------------------- | -------------------------- | -------------------- |
| 9                     | Baktun-Perioden       | 9 × 144.000                | 1.296.000            |
| +12                   | Katun-Perioden        | 12 × 7.200                 | 86.400               |
| +11                   | Tun-Perioden          | 11 × 360                   | 3.960                |
| + 5                   | Uinal-Perioden        | 5 × 20                     | 100                  |
| +18                   | Kin (Tage)            | 18 × 1                     | 18                   |
| Summe der Datumsteile | Summe der Datumsteile | Summe der Datumsteile      | 1.386.478            |

Das bedeutet: Pakal I. von Palenque starb 1.386.478 Tage nach Erschaffung der Welt (13. August 3114 v. Chr.), also am 31. August 683.
Für die Umrechnung eines Datums des Maya-Kalenders in andere Kalendersysteme, insbesondere den europäischen julianischen oder gregorianischen Kalender, wird eine Korrelationszahl verwendet, welche die Differenz zwischen dem Zahlenwert der Langen Zählung der Maya und dem julianischen Tag angibt. Trotz zahlreicher unterschiedlicher Ansätze wird die Thompson-Gleichung von 584.284 ± 1 Tag von den meisten Fachleuten akzeptiert und angewandt.

## „Weltuntergangstag“
Besondere Aufmerksamkeit wurde in esoterischen Kreisen dem 21. bzw. 23. Dezember 2012 gewidmet. Man wollte hier einen angeblichen „Weltuntergangstag“ der Maya-Schöpfung erkennen. Nach Ansicht von Mayaforschern war dies jedoch inhaltlich völlig unzutreffend.
Korrekt ist, dass an diesem Tag in der Langen Zählung zum ersten Mal seit dem Jahre 3114 v. Chr. der Zahlenwert (13.0.0.0.0) des Ausgangstages des aktuellen dreizehnten Baktun-Zyklus der Langen Zählung wiederkehrte. Dieser Zahlenwert tritt nach der Schematik des Maya-Kalenders regelmäßig nach 1.872.000 Tagen (ca. 5128 Jahren) ein.
Die Datumsangaben der Langen Zählung unterscheiden sich jedoch beim Wiederkehren durch eine unterschiedliche Position im Haab-Jahr: So fällt das Datum 13.0.0.0.0:
- im Jahre 3114 v. Chr. auf den Tag 8 Cumku
- im Jahre 2012 auf den Tag 3 Kankin
- danach auf 18 Ch'en usw.

Über diese unterschiedlichen Endtage der Baktun-Zyklen haben die Maya nachweislich sowohl weit in die Vergangenheit wie in die Zukunft gerechnet und mit diesen Daten mythisch-dynastische Ereignisse verbunden. So wird ein Thronjubiläum des Herrschers Pakal I. im Jahr 4772 genannt.
Das Datum 13.0.0.0.0 4 Ahau 8 Cumku wurde von den Maya als Tag der Schöpfung der Welt in ihrer gegenwärtigen Form angesehen.  Allerdings wurden bisher keine Inschriften entdeckt, die auf den Beginn einer neuen Schöpfung am Tage 13.0.0.0.0 4 Ahau 3 Kankin im Jahr 2012 hindeuten würden. Lediglich das Inschriftenmonument 6 aus dem (nicht mehr vorhandenen) Fundort El Tortuguero westlich von Palenque bezieht sich auf dieses Datum und spricht etwas kryptisch davon, dass an diesem Tag die Gottheit Bolon Yokte' K'uh in einem großen Akt der Bekleidung und Vorstellung (eines Amtsträgers) auftreten wird.
In einer Publikation der Science wird vom Fund eines Kalenders aus dem 9. Jahrhundert in den Ruinen der Maya-Hochburg Xultun im heutigen Guatemala  berichtet. US-Forscher haben dort Wandmalereien aus dem 9. Jahrhundert entdeckt, die neben menschlichen Figuren die bislang ältesten astronomischen Kalender der Maya zeigen. Der Studienleiter William A. Saturno meint: „Die alten Maya sagten voraus, dass die Welt weitergehen würde und dass die Dinge in 7000 Jahren genauso sein würden wie heute.“